# Malacocis
Malacocis is een geslacht van kevers in de familie houtzwamkevers (Ciidae).

## Soorten
- M. bahiensis Pic, 1916
- M. brevicollis (Casey, 1898)
- M. championi Gorham, 1886